# Rio Itacuaí
Rio Itacuaí är en flod i Brasilien   belägen i kommunen Atalaia do Norte i delstaten Amazonas, i den västra delen av landet. Floden ligger 67 meter över havet, 2 700 km nordväst om huvudstaden Brasilia.
Terrängen runt floden är platt och den högsta punkten i dess närhet är 85 meter över havet, belägen 1,0 km öster om Rio Itacuaí. Närmaste större samhälle är Benjamin Constant, 19,6 km öster om floden.
I omgivningen runt Rio Itacuaí växer huvudsakligen städsegrön lövskog och området är nästan obefolkat, med mindre än två invånare per kvadratkilometer.